# Landtagswahlkreis Barnim II
Der Wahlkreis Barnim II (Wahlkreis 14) ist ein Landtagswahlkreis in Brandenburg. Er umfasst die Stadt Bernau bei Berlin und die Gemeinde Panketal aus dem Landkreis Barnim. Wahlberechtigt waren bei der letzten Landtagswahl 50.218 Einwohner.

## Landtagswahl 2024
| Landtagswahl in Brandenburg 2024 – WK Barnim IIZweitstimmen %3020100 28,6 %24,6 %14,8 %10,4 %8,8 %4,1 %4,0 %2,1 %1,3 %0,7 %0,6 % SPDAfDBSWCDUBVB/FWGrüneLinkeTierschutzPlusFDPSonst.Gewinne und Verlusteim Vergleich zu 2024 %p 16 14 12 10 8 6 4 2 0 −2 −4 −6 −8−10−12+7,3 %p+5,2 %p+14,8 %p−1,0 %p−6,7 %p−6,9 %p−10,5 %p−0,4 %p−0,3 %p−1,9 %p+0,4 %pSPDAfDBSWCDUBVB/FWGrüneLinkeTierschutzPlusFDPSonst. |

| Gegenstand der Nachweisung | Gegenstand der Nachweisung | Erst- stimmen | Erst- stimmen | Zweit- stimmen | Zweit- stimmen |
| Bewerber                   | Partei                     | Anzahl        | %             | Anzahl         | %              |
| -------------------------- | -------------------------- | ------------- | ------------- | -------------- | -------------- |
| Wahlberechtigte            | Wahlberechtigte            | 52.862        | 52.862        | 52.862         | 52.862         |
| Wähler                     | Wähler                     | 39.559        | 39.559        | 39.559         | 74,8           |
| Ungültige Stimmen          | Ungültige Stimmen          | 474           | 1,2           | 285            | 0,7            |
| Gültige Stimmen            | Gültige Stimmen            | 39.085        | 98,8          | 39.274         | 99,3           |
| davon                      |                            |               |               |                |                |
| Martina Maxi Schmidt       | SPD                        | 9.436         | 24,1          | 11.217         | 28,6           |
| Steffen John               | AfD                        | 10.287        | 26,3          | 9.657          | 24,6           |
| Sven Grosche               | CDU                        | 4.865         | 12,4          | 4.081          | 10,4           |
| Barbara Brecht-Hadraschek  | GRÜNE/B 90                 | 1.359         | 3,5           | 1.629          | 4,1            |
| Matthias Holz              | DIE LINKE                  | 2.996         | 7,7           | 1.583          | 4,0            |
| Péter Vida                 | BVB / FREIE WÄHLER         | 9.358         | 23,9          | 3.462          | 8,8            |
| Alicia Fabienne Donat      | FDP                        | 337           | 0,9           | 278            | 0,7            |
|                            | Tierschutzpartei           |               |               | 821            | 2,1            |
|                            | Plus                       | 494           | 1,3           |                |                |
|                            | BSW                        | 5.810         | 14,8          |                |                |
|                            | III. Weg                   | 37            | 0,1           |                |                |
|                            | DKP                        | 30            | 0,1           |                |                |
|                            | DLW                        | 83            | 0,2           |                |                |
|                            | WU                         | 92            | 0,2           |                |                |
| Markus Brendel             | dieBasis                   | 193           | 0,5           |                |                |
| Hans Link                  | Einzelbewerber             | 254           | 0,6           |                |                |

## Landtagswahl 2019
Bei der Landtagswahl 2019 wurde Péter Vida (BVB/FW) mit 23,9 % der Erststimmen im Wahlkreis direkt gewählt.
Die weiteren Ergebnisse:
| Direktkandidat    | Partei           | Erststimmen in % | Zweitstimmen in % |
| ----------------- | ---------------- | ---------------- | ----------------- |
| Britta Stark      | SPD              | 21,8             | 21,3              |
| Daniel Sauer      | CDU              | 10,4             | 11,4              |
| Ralf Christoffers | Die Linke        | 15,3             | 14,5              |
| Hans Link         | AfD              | 17,0             | 19,4              |
| DaniloZoschnik    | GRÜNE            | 7,9              | 11,0              |
| Péter Vida        | BVB/FW           | 24,0             | 15,5              |
| –                 | PIRATEN          | –                | 1,1               |
| Renate Prauß      | FDP              | 2,0              | 2,6               |
| –                 | ÖDP              | –                | 0,5               |
| –                 | Tierschutzpartei | –                | 2,5               |
| –                 | V-Partei³        | –                | 0,3               |
| Mario Schlauß     | Die PARTEI       | 1,8              | –                 |

## Landtagswahl 2014
Bei der Landtagswahl 2014 wurde Britta Stark im Wahlkreis direkt gewählt.
Die weiteren Wahlkreisergebnisse:
| Direktkandidat    | Partei    | Erststimmen in % | Zweitstimmen in % |
| ----------------- | --------- | ---------------- | ----------------- |
| Britta Stark      | SPD       | 27,4             | 27,2              |
| Ralf Christoffers | Die Linke | 27,4             | 25,5              |
| Uwe Bartsch       | CDU       | 18,3             | 17,8              |
| Stefan Stahlbaum  | GRÜNE     | 5,9              | 6,4               |
| Harro Semmler     | FDP       | 0,8              | 1,0               |
| Aileen Rokohl     | NPD       | 1,9              | 1,8               |
| Péter Vida        | BVB/FW    | 9,8              | 7,4               |
|                   | REP       |                  | 0,1               |
|                   | DKP       |                  | 0,3               |
| Joachim Schaaf    | AfD       | 8,4              | 11,0              |
|                   | PIRATEN   |                  | 1,6               |

## Landtagswahl 2009
Bei der Landtagswahl 2009 wurde Ralf Christoffers im Wahlkreis direkt gewählt.
Die weiteren Wahlkreisergebnisse:
| Direktkandidat    | Partei              | Erststimmen in % | Zweitstimmen in % |
| ----------------- | ------------------- | ---------------- | ----------------- |
| Britta Stark      | SPD                 | 27,9             | 27,9              |
| Ralf Christoffers | Die Linke           | 34,7             | 33,9              |
| Sabine Friehe     | CDU                 | 19,2             | 17,2              |
| -                 | DVU                 | -                | 00,9              |
| Stefan Stahlbaum  | GRÜNE               | 06,4             | 06,7              |
| Peter Pick        | FDP                 | 04,9             | 06,2              |
| -                 | 50 Plus             | -                | 00,7              |
| -                 | DKP                 | -                | 00,3              |
| -                 | REP                 | -                | 00,3              |
| -                 | Die-Volksinitiative | -                | 00,2              |
| Pierre Dornbrach  | NPD                 | 02,7             | 02,4              |
| -                 | RRP                 | -                | 00,5              |
| Péter Vida        | Freie Wähler        | 04,2             | 02,9              |

## Landtagswahl 2004
Die Landtagswahl 2004 hatte folgendes Ergebnis:
| Direktkandidat      | Partei          | Erststimmen in % | Zweitstimmen in % |
| ------------------- | --------------- | ---------------- | ----------------- |
| Britta Stark        | SPD             | 24,4             | 28,4              |
| Uwe Bartsch         | CDU             | 17,5             | 16,4              |
| Dagmar Enkelmann    | PDS             | 39,3             | 34,7              |
| –                   | DVU             | –                | 04,7              |
| Heinz-Joachim Bona  | Grüne           | 03,6             | 04,3              |
| Gerburg Pietschmann | FDP             | 01,9             | 02,3              |
| Rolf Zimmermann     | AfW             | 01,5             | 00,4              |
| –                   | AUB-Brandenburg | –                | 00,4              |
| –                   | DKP             | –                | 00,3              |
| –                   | Graue           | –                | 01,5              |
| –                   | Familie         | –                | 02,2              |
| –                   | 50Plus          | –                | 00,5              |
| –                   | JA              | –                | 00,3              |
| Peter Mauritz       | Offensive D     | 01,8             | 00,4              |
| Dirk Weßlau         | BRB             | 10,0             | 03,2              |